# Kozure Ōkami
Kozure Ōkami (tiếng Nhật:子連れ狼, tạm dịch là "sói mang con") tên tiếng Anh là Lone Wolf and Cub là một tác phẩm Jidaigeki Manga Nhật Bản của tác giả Koike Kazuo và họa sĩ Kojima Gōseki. Tác phẩm được đăng tải liên tục trên tạp chí Manga Action từ tháng 9 năm 1970 cho đến tháng 4 năm 1976. 
Tác phẩm Manga này sau đó trở nên nổi tiếng trong văn hóa đại chúng tại Nhật Bản rồi lan truyền ra hải ngoại. Nhiều bộ phim điện ảnh, truyền hình đã được dựng dựa trên nguyên tác Manga này và nhận được sự hoan nghênh nhiệt liệt tại nhiều nước trên Thế giới, dù một số bộ phim về nó bị cấm chiếu ở một số nước trong thời gian dài vì những cảnh bạo lực.
Kozure Ōkami đã trở thành một thứ văn hóa phổ thông tại Nhật Bản và có tầm ảnh hưởng nhất định đến đời sống văn hóa của đất nước này.

## Khái yếu
Bối cảnh của Kozure Ōkami là một xã hội tưởng tượng, mô phỏng xã hội Nhật Bản thời Edo khi chính quyền Tokugawa cai trị đất nước. Để dễ dàng kiểm soát các chư hầu Daimyō, chính quyền Tokugawa đã đặt ra ba tổ chức phù trợ mình. Đầu tiên là nhóm Ninja mật thám do họ Kurokuwa cầm đầu chuyên dò la chứng cứ sai phạm của các chúa Daimyō để đẩy họ vào cảnh bị tịch thu lãnh địa. Thứ hai là nhóm thích khách do họ Yagyū chỉ đạo, làm nhiệm vụ ám sát các nhân vật quan trọng gây cản trở chính sách của Tokugawa và cuối cùng là chức đao phủ của Shōgun chuyên chặt đầu các lãnh chúa phạm tội phải mổ bụng. Trong số này thì chỉ có chức đao phủ là được ban cho đặc ân mặc chiếc áo có gia huy của Shōgun, tượng trưng cho quyền lực của Mạc Phủ.
Kozure Ōkami là câu chuyện về nhân vật đao phủ Ogami Ittō đi lang bạt giang hồ cùng đứa con trai ba tuổi của mình nhằm hành thích Yagyū Retsudō để báo thù cho người vợ là Azami đã bị Retsudō sát hại. 
Nguyên tác Manga của Koike Kazuo và họa sĩ Kojima Gōseki đã chiếm vị trí cố định trong lòng người đọc, nó được đánh giá là một dấu móc của kịch họa Nhật Bản. Sau đó nó càng trở nên nổi tiếng hơn khi sáu bộ phim cùng tên do tài tử Wakayama Tomisaburō thủ diễn ra đời, bám theo sát nguyên tác. Một thời gian sau thì Kozure Ōkami được dựng thành phim truyền hình do tài tử Yorozuya Kinnosuke thủ diễn và nổi tiếng vì tài diễn xuất của tài tử này. Đến năm 1993, hãng phim Shōchiku chế tác lại bộ phim, nam tài tử Murata Masakazu thủ vai chính đã gây lại làn sóng Kozure Ōkami tại Nhật sau hơn 20 năm kể từ ngày ra đời.
Kozure Ōkami là một trong những tác phẩm Manga đầu tiên xâm nhập vào thị trường Mỹ (1987) và gây dựng nền tảng cho Manga Nhật Bản tại hải ngoại. Tại Mỹ quốc, nó được biết đến với cái tên "Lone Wolf and Cub". Thời gian gần đây, hãng Dark Horse Comic đã dịch tác phẩm này sang Anh ngữ và nhận được sự hoan nghênh nhiệt liệt từ phía công chúng. Hãng này còn xuất bản một tác phẩm truyện tranh khác là "Lone Wolf 2010" dù nội dung không hề liên quan gì đến Kozure Ōkami, nhưng có ghi chú một câu là "Inspired by the classic manga series Lone Wolf and Cub"
(chị ảnh hưởng từ bộ Manga kinh điển "Lone Wolf and Cub"). Kozure Ōkami còn là nguồn cảm hứng cho hai bộ phim Mỹ đình đám những năm gần đây là Road to Perdition và Kill Bill. Bản thân đạo diễn phim Kill Bill, Quentin Tarantino cũng là một fan cuồn nhiệt của Kozure Ōkami.
Tác phẩm Manga này đã được xuất bản thành Tankōbon và bán được 830 vạn bản trong nước Nhật, 1180 vạn bản trên toàn Thế giới. Từ tháng 11 năm 2003 trở đi, tạp chí truyện tranh Shūkan Post đã cho đăng tải phần tiếp theo là Shin Kozure Ōkami với cùng tác giả Koike Kazuo nhưng họa sĩ lần này là Mori Hideki vì họa sĩ Kojima Gōseki đã qua đời. Đây là phần tiếp theo của Kozure Ōkami, bắt đầu từ sau cái chết của nhân vật chính Ogami Ittō trong trận đấu kinh thiên động địa với cừu địch Yagyū Retsudō. Kể từ tháng 1 năm 2007, bộ mới được tạp chí Jidaigeki Manga Yaiba đăng tải với cái tên Soshite Kozure Ōkami, shikaku no ko (tạm dịch: sói mang con, con trai của thích khách).

## Các nhân vật chính
Ogami Ittō (拝 一刀 Bái Nhất Đao)
Cao thủ phái kiếm Suiō-ryū, sử dụng thanh kiếm Dōtanuki, được chọn làm người đại diện cho Shōgun chém đầu các chúa Daimyō mắc tội mổ bụng. Ogami bị tổng soái của nhóm thích khách là Yagyū Retsudō mưu hại, tàn sát người vợ yêu quý và cả họ tộc. Bị đẩy đến đường cùng, Ogami cùng đứa con trai ba tuổi lang thang khắp nơi, nhận giết mướn kiếm sống (một mạng người năm trăm lượng) nhằm tìm cơ hội hành thích Retsudō. Trên bước đường giang hồ, cha con Ogami phải chống chọi với mọi hiểm nguy do bọn Retsudō gây ra và thề là phải đi trên con đường địa ngục, bất chấp mọi sự trả giá để sinh tồn.
Ogami Daigorō (拝 大五郎 Bái Đại Ngũ Lang)
Con trai của Ogami Ittō, mẹ là Azami bị sát hại khi mới chào đời. Kể từ đó, Daigorō theo cha trên đường gian hồ, trải qua vô vàn nguy hiểm sinh tử và có được tinh thần, ánh mắt bình tĩnh khi đối mặt với cái chết (tử sinh nhãn). Trong Manga, họa sĩ Kojima Gōseki vẽ Daigorō theo mẫu hình nhân Hakata. Daigorō được mô tả là một cậu bé ít nói, chỉ lẳng lặng quan sát cha mình chiến đấu và thỉnh thoảng mới thốt lên tiếng gọi cha. Tình cảm giữa hai cha con Ittō và Daigorō cũng được mô tả vượt lên trên tình phụ tử thông thường, nó là thứ tình cảm của hai tinh thần đồng cảm với nhau, có thể hiểu được ý nghĩ của nhau mà không cần lời nói. Chỉ có cha mới hiểu được lòng con và chỉ có con mới hiểu được lòng cha. Chính vì vậy, trong nhiều trận đụng độ, Ogami Ittō bị đối phương khinh miệt là bỉ ổi khi đẩy chính con trai ruột của mình vào chỗ nguy hiểm để làm đối thủ phân tâm. Nhưng trên hết, đó là tình cha con bất nhị, vượt ra khỏi mọi lý lẽ thông thường của thế gian.
Yagyū Retsudō (柳生 烈堂 Liễu Sinh Liệt Đường)
Cừu địch không đội trời chung của Ogami Ittō, tổng soái của họ Yagyū tà đạo (Ura Yagyū), tên là Gisen, hiệu là Retsudō. Retsudō thống lĩnh nhóm mật thám gọi là "Kusa" rải rác khắp toàn quốc nhằm quan sát mọi động tĩnh của các Daimyō. Nếu trong khi thực thi chính sách của Mạc Phủ mà gặp phải cản trở thì Retsudō cũng thống lãnh nhóm thích khách đi mạt sát đối thủ. Thời điểm câu chuyện bắt đầu thì nhóm mật thám Kurokuwa đã lọt vào tầm kiểm soát của Retsudō và trở thành công cụ cai trị của ông ta. Theo lời của Ogami Ittō thì Retsudō chính là Retsudō Gisen, con trai của Yagyū Munenori và là một vị sư tồn tại trong lịch sử.
Nguyên nhân của việc Retsudō mưu hại cả nhà Ogami Ittō là cuộc ngự tiền tỷ võ phân định chức đao phủ của Tướng quân. Trong trận tỷ võ này, con trai của Retsudō là Yagyū Gumpei thất bại trước Ittō và phải nhường lại vị trí này. Kể từ đó Retsudō ôm hận và bày mưu sát hại cả nhà Ittō, nhưng hai cha con trốn thoát khỏi Edo và bắt đầu lang thang khắp nơi nhằm tìm cơ hội báo thù. Từ đó, Retsudō chỉ huy 5 người con và bọn mật thám Kusa rình rập ám sát cha con Ogami trên từng bước đi nhưng luôn thất bại, cuối cùng cả năm người con đều vong mệnh, nhóm mật thám bị tiêu diệt hoàn toàn và chính Retsudō cũng mất đi một con mắt về tay Ittō.
Matsudaira Suō (松平 周防 Tùng Bình Chu Phòng)
Một quan chức trong Mạc Phủ, thâm giao với Ogami Ittō và là người đóng vai trò to lớn trong việc đưa Ittō vào chức đao phủ của Tướng quân. Trong trận ngự tiền tỉ võ giữa Ogami Ittō và con trai của Yagyū Retsudō là Gumpei, chính Suō đã chỉ ra rằng mũi kiếm của Gumpei chỉa về phía Tướng quân, và như vậy bị xử thua. Matsudaira Suō cũng là người khám phá ra dã tâm của Yagyū Retsudō và bị Retsudō căm hận, cuối cùng bị ám sát chết.
Abe Tanoshi (阿部 頼母 A Bộ Lại Mẫu), cũng gọi là Kaii (怪異, Quái Dị)

## Các bộ phim về Kozure Ōkami

### Phim điện ảnh
- Kozure Ōkami (bản Wakayama Tomisaburō)
- Kozure Ōkami Sono Chiisaki te ni

### Phim truyền hình
- Kozure Ōkami (bản Yorozuya Kinnosuke)
- Jidaigeki Special Kozure Ōkami
- Kozure Ōkami (bản Takahashi Hideki)
- Kozure Ōkami (bản Kitaōji Kinya)